# Веселий Поділ (Вознесенський район)
Веселий Поді́л —  село в Україні, у Єланецькій селищній громаді Вознесенського району Миколаївської області. Населення становить 41 особа. До 2020 року орган місцевого самоврядування — Маложенівська сільська рада.

## Населення

### Мова
Розподіл населення за рідною мовою за даними перепису 2001 року:
| Мова            | Кількість | Відсоток |
| --------------- | --------- | -------- |
| українська      | 32        | 78.05%   |
| російська       | 7         | 17.07%   |
| румунська       | 1         | 2.44%    |
| інші/не вказали | 1         | 2.44%    |
| Усього          | 41        | 100%     |